# Élections législatives jamaïcaines de 2016
Les élections législatives jamaïcaines de 2016 ont lieu le 25 février 2016 afin de renouveler les 63 membres de la Chambre des représentants de la Jamaïque.
Les élections opposent le Parti national du peuple (PNP) au pouvoir au Parti travailliste jamaïcain (JLP). Ce dernier remporte 32 des 63 sièges dans ce qui est qualifié « d'élection la plus serrée que la Jamaïque ait jamais connue ».
L'écart sur les votes exprimés entre les deux partis est le plus faible depuis l'indépendance en 1962, tandis que la majorité qui en a résulté à la Chambre des représentants est la plus faible depuis 1949.

## Mode de scrutin
La Chambre des représentants est la chambre basse du Parlement de Jamaïque. Elle est composée de 63 sièges pourvus pour cinq ans au scrutin uninominal majoritaire à un tour dans autant de circonscriptions uninominales.

## Résultats
|                           |                                                       |           |       |               |        |               |  |  |  |
| Parti                     | Parti                                                 | Voix      | %     | +/–           | Sièges | +/–           |  |  |  |
|                           | Parti travailliste de Jamaïque (JLP)                  | 436 972   | 50,08 | 3,56          | 32     | 11            |  |  |  |
|                           | Parti national du peuple (PNP)                        | 433 735   | 49,71 | 3,25          | 31     | 11            |  |  |  |
|                           | Parti populaire progressiste de Marcus Garvey (MGPPP) | 260       | 0,03  | 0,02          | 0      | en stagnation |  |  |  |
|                           | Mouvement national démocrate (NDM)                    | 223       | 0,03  | en stagnation | 0      | en stagnation |  |  |  |
|                           | Parti populaire progressiste (PPP)                    | 91        | 0,01  | Nv            | 0      | en stagnation |  |  |  |
|                           | Indépendants                                          | 1 223     | 0,14  | 0,11          | 0      | en stagnation |  |  |  |
|                           |                                                       |           |       |               |        |               |  |  |  |
| Suffrages exprimés        | Suffrages exprimés                                    | 872 514   | 98,88 |               |        |               |  |  |  |
| Votes blancs et invalides | Votes blancs et invalides                             | 9 875     | 1,12  |               |        |               |  |  |  |
| Total                     | Total                                                 | 882 389   | 100   | –             | 63     | en stagnation |  |  |  |
| Abstentions               | Abstentions                                           | 942 023   | 51,63 |               |        |               |  |  |  |
| Inscrits / participation  | Inscrits / participation                              | 1 824 412 | 48,37 |               |        |               |  |  |  |